# Dan Tourké
Dan Tourké (auch: Dan Turke) ist ein Dorf in der Stadtgemeinde Guidan Roumdji in Niger.

## Geographie
Das von einem traditionellen Ortsvorsteher (chef traditionnel) geleitete Dorf befindet sich rund acht Kilometer östlich des urbanen Zentrums von Guidan Roumdji, der Hauptstadt des gleichnamigen Departements Guidan Roumdji, das zur Region Maradi gehört. Weitere Siedlungen in der Umgebung von Dan Tourké sind Boussaragui im Nordosten, Karazomé im Osten und Nwala Dan Tsofoua im Süden.
Dan Tourké ist Teil der Übergangszone zwischen Sahel und Sudan. Die durchschnittliche jährliche Niederschlagsmenge beträgt hier zwischen 400 und 500 mm. Der geschützte Wald von Dan Tourké erstreckt sich über eine Fläche von 650 Hektar. Die Unterschutzstellung erfolgte am 8. April 1952. Ende des 20. Jahrhunderts befand sich der Wald in einem schlechten Zustand.

## Bevölkerung
Bei der Volkszählung 2012 hatte Dan Tourké 1847 Einwohner, die in 210 Haushalten lebten. Bei der Volkszählung 2001 betrug die Einwohnerzahl 1425 in 195 Haushalten und bei der Volkszählung 1988 belief sich die Einwohnerzahl auf 1054 in 112 Haushalten.
Die Bevölkerungsdichte in diesem Gebiet ist für nigrische Verhältnisse hoch.

## Wirtschaft und Infrastruktur

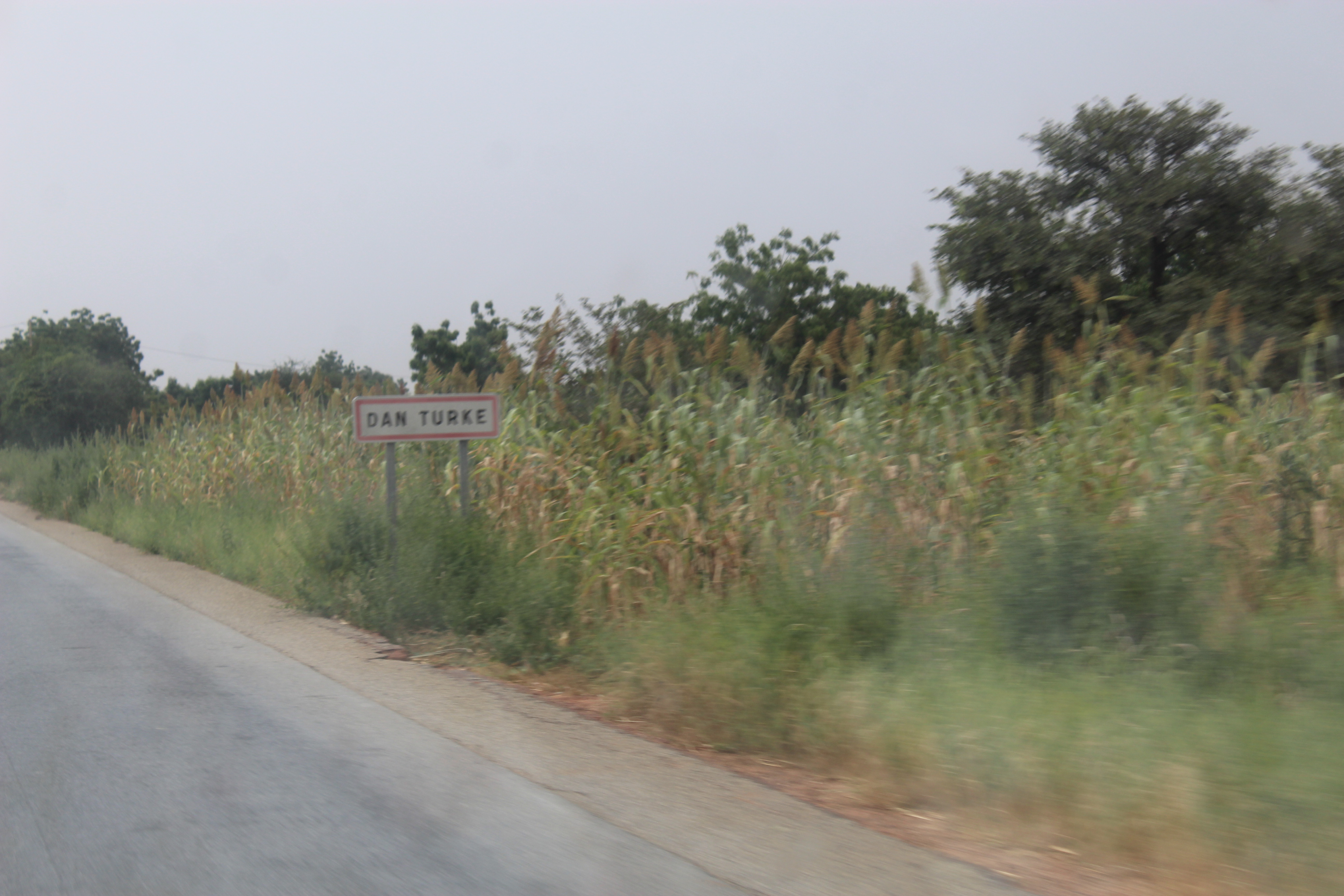
Ortstafel von Dan Turke (Dan Tourké) an der Nationalstraße 1 (2023)

Im Dorf ist ein Gesundheitszentrum des Typs Centre de Santé Intégré (CSI) vorhanden. Es gibt eine Schule. Dan Tourké liegt im weitläufigen Weideland zwischen den Trockentälern Goulbin Kaba und Goulbi de Maradi, das traditionellerweise in der Trockenzeit von nomadischen Fulbe- und Wodaabe-Viehzüchtern aufgesucht wird. Es wird Saatgut für Augenbohnen, Erdnüsse und Hirse produziert. Südlich des Dorfs verläuft die asphaltierte Nationalstraße 1, die längste Fernstraße Nigers.